# Crivăț
Crivăț is een Roemeense gemeente in het district Călărași.
Crivăț telt 2300 inwoners.